# Camargo (municipalité)
Pour les articles homonymes, voir Camargo.
La municipalité de Camargo est l'une des 43 municipalités de l'État de Tamaulipas, et est située dans la partie nord-ouest de cet État. Située à l'ouest du golfe du Mexique, elle appartient au bassin versant du fleuve Río Grande, qui marque la frontière entre les États-Unis et le Mexique. Elle est également limitrophe au sud de l'État mexicain de Nuevo León. Son chef-lieu est la ville de Ciudad Camargo. Elle dépend de la région Norte, qui est une des 6 subdivisions administratives de l'État de Tamaulipas.

## Géographie
La municipalité de Camargo s'étend du nord au sud en prenant appui sur la rive sud du fleuve Río Grande, appelé au Mexique Río Bravo, et est traversée par deux de ses affluents, la rivière San Juan et la rivière San Pedro, dont la première présente un barrage ainsi qu'un lac de retenue en amont, qu'elle partage avec la municipalité de Miguel Alemán, et qui se nomme Presa Marte R. Gomez. Située dans les plaines de Coahuila et de Nuevo León, son altitude oscille entre 50 et 200 mètres. Son chef-lieu, la ville de Ciudad Camargo, se trouve dans la partie nord de son territoire, à distance du Río Grande, sur la rive est de la rivière San Juan, à une altitude de 68 mètres. Son territoire couvre une superficie de 937,15 km², et était peuplé en 2020 de 16 546 habitants.
Cette municipalité dépend de la région Norte, appelée aussi Región Fronteriza, qui est une des 6 subdivisions administratives de l'État de Tamaulipas, et regroupe les municipalités de Nuevo Laredo, Guerrero, Mier, Miguel Alemán, Camargo, Gustavo Díaz Ordaz, Reynosa, Río Bravo, Valle Hermoso et Matamoros.
Elle est limitrophe au nord, aux États-Unis, du comté texan de Starr, à l'ouest, dans l'État de Tamaulipas, de la municipalité de Miguel Alemán, au sud, dans l'État de Nuevo León, de celles de Doctor Coss et de General Bravo, et à l'est, à nouveau dans l'État de Tamaulipas, de celle de Gustavo Díaz Ordaz.

## Composition et démographie
La municipalité était composée en 2010 de 424 localités.
| Localité                   | Population |
| -------------------------- | ---------- |
| Ciudad Camargo             | 9 205      |
| Comales                    | 2 518      |
| Nuevo Camargo              | 1 044      |
| Nuevo Camargo (Villanueva) | 420        |

En plus de l'espagnol, plusieurs langues amérindiennes sont parlées dans la municipalité, dont les principales sont par ordre d'importance : le ch'ol, le nahuatl, le chontal et le huastèque.

## Histoire
La ville de Ciudad Camargo est fondée le 5 mars 1749 par José de Escandón, dans le cadre de la création et de la colonisation de la province de Nouvelle-Santander, qui s'étala de 1748 à 1755. En 1757, ville comptait 637 habitants, en 1770, elle en comptait 1008, pour atteindre 4017 habitants au milieu du XIXe siècle,.
En 1858, une zone franche fut créer pour les villes portuaires du Tamaulipas, ce qui permit une nouvelle augmentation de la population du Tamaulipas.
Le 16 juin 1866 a lieu la Bataille de Santa Gertrudis (es) entre les troupes françaises et leurs alliés mexicains, et les républicains mexicains, dans le cadre de l'Expédition du Mexique.